# Nu2 Arae
Désignations
Nu2 Arae est une étoile de la constellation de l'Autel, située à environ 564 années-lumière (173 parsecs) de la Terre et est faiblement visible à l'œil nu avec une magnitude apparente de 6,10. Son type spectral est de B9,5 III-IV, ce qui montre qu'il s'agit d'une étoile bleu-blanc avec un spectre qui affiche des caractéristiques à mi-chemin entre une sous-géante et une géante.
Elle est parfois appelée Upsilon2 Arae.